# Abisai Shiningayamwe
Abisai Ndeshipanda Shiningayamwe (ur. 3 sierpnia 1978 w Walvis Bay) – piłkarz namibijski grający na pozycji bramkarza.

## Kariera klubowa
Karierę piłkarską Shiningayamwe rozpoczął w klubie Blue Waters Walvis Bay. W jego barwach zadebiutował w namibijskiej Premier League w 2000 roku. W latach 2000 i 2004 wywalczył z Blue Waters mistrzostwo Namibii. W sezonie 2005/2006 występował w Civics FC, z którym został mistrzem kraju. W 2006 roku przeszedł do południowoafrykańskiego Jomo Cosmos FC z Johannesburga, w którym był rezerwowym bramkarzem. Grał w nim do 2013 roku. W latach 2013–2017 był zawodnikiem Orlando Pirates Windhuk, w którym zakończył karierę.

## Kariera reprezentacyjna
W reprezentacji Namibii Shiningayamwe zadebiutował w 2006 roku. W 2008 roku był powołany do kadry na Puchar Narodów Afryki 2008 i rozegrał 3 spotkania: z Marokiem (1:5), z Ghaną (0:1) i z Gwineą (1:1). Od 2006 do 2008 wystąpił w kadrze narodowej 11 razy.